# Спанкинг

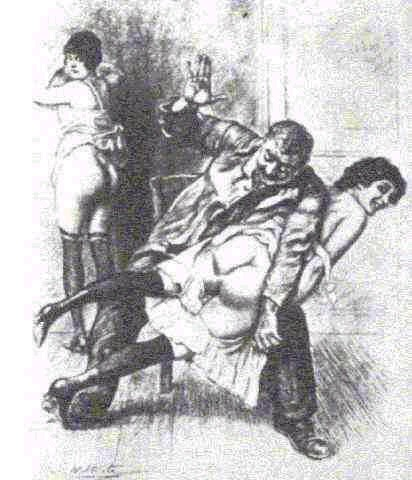
Спанкинг (spanking)

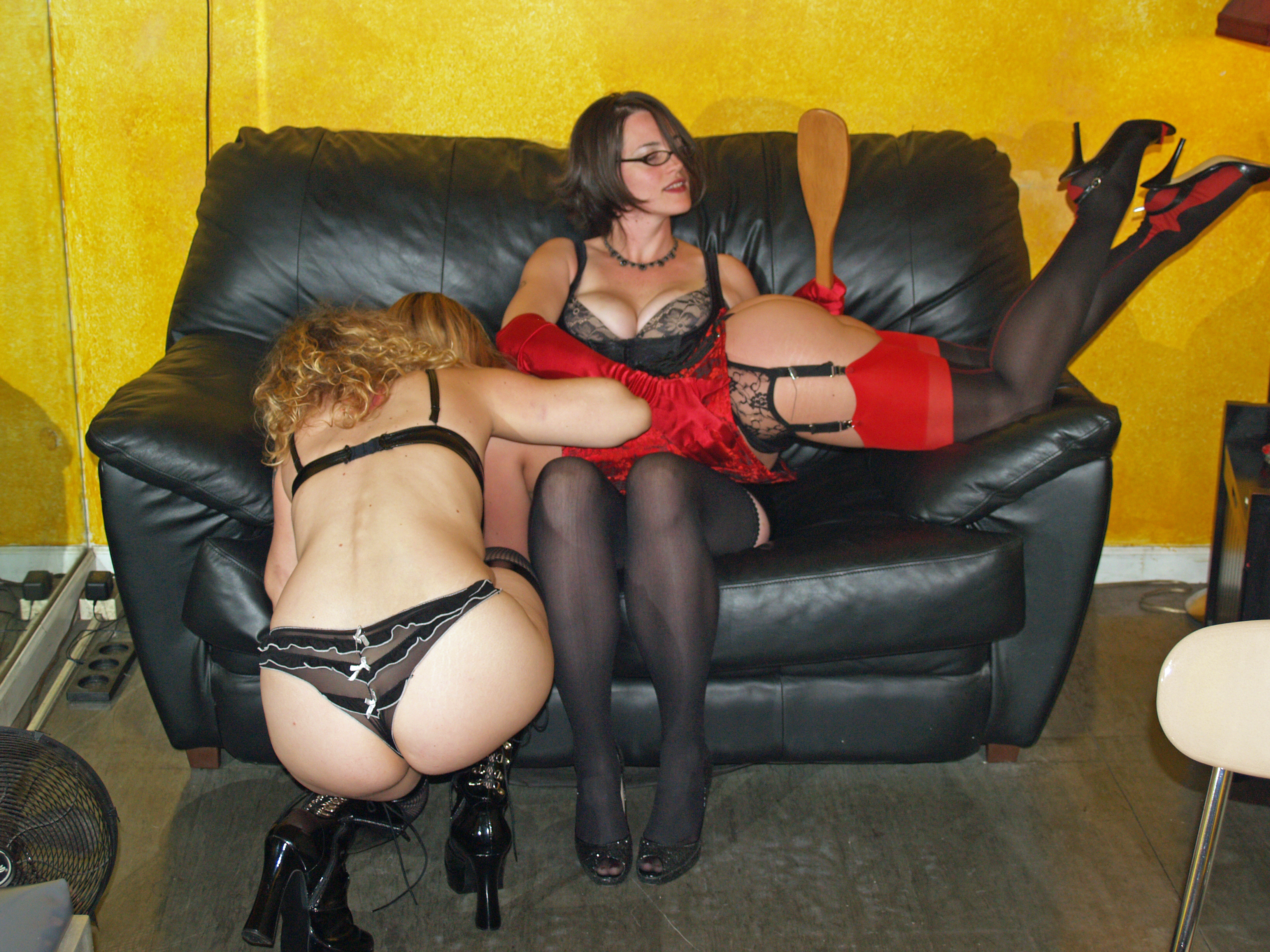
Спанкинг в BDSM-студии в Нью-Йорке

Спа́нкинг (англ. spanking — «шлёпание») — в практике BDSM телесное наказание в виде серии шлепков по ягодицам ладонью либо имитирующим её широким плоским предметом (пэддл, тыльная сторона платяной щётки, подошва тапочки и т. п.). Любителей спанкинга называют спанкерами или спанкофилами.
В рамках BDSM термин спанкинг зачастую применяется в более широком смысле как общее обозначение практики телесных наказаний, включающей в себя не только собственно шлёпание, но и порку/флагелляцию различными инструментами и не только по ягодицам. Поэтому spanking нередко переводят на русский именно как порка. В английском языке существует немало слов, обозначающих виды порки или спанкинга в зависимости от применяемого инструмента наказания:
- whipping — порка кнутом или бичом (whip);
- caning — порка тонкой тростью (она же розга-трость), изготовленной из ротанга или бамбука (cane);
- flogging — порка флоггером;
- birching — порка розгами или прутьями (birch);

В эротическом фото или видео под спанкингом понимается тематический поджанр (ниша), связанный с изображением сцен шлёпания или порки.